# Gongrosargus niveitarsalis
Gongrosargus niveitarsalis är en tvåvingeart som beskrevs av Lindner 1966. Gongrosargus niveitarsalis ingår i släktet Gongrosargus och familjen vapenflugor.
Artens utbredningsområde är Madagaskar. Inga underarter finns listade i Catalogue of Life.